# Зимско првенство Југославије у ватерполу
Зимско првенство Југославије у ватерполу је било клупско ватерполо такмичење у Југославији које се одржавало у зимским месецима у затвореним базенима, за разлику од летњег првенства које се играло током пролећа и лета у отвореним или импровизованим базенима.
Одржавало се између 1959. и 1972. и играло се по једноструком лига систему (свако са сваким једну утакмицу). Зимско првенство је 1973. заменио Куп Југославије.

## Прваци
| Година | Првак                  | Другопласирани     | Трећепласирани        |
| ------ | ---------------------- | ------------------ | --------------------- |
| 1959.  | Јадран Херцег Нови (1) | Јадран Сплит       |                       |
| 1960.  | Младост Загреб (1)     | Јадран Херцег Нови |                       |
| 1961.  | Младост Загреб (2)     | Партизан Београд   | Јадран Херцег Нови    |
| 1962.  | Младост Загреб (3)     | Морнар Сплит       | Партизан Београд      |
| 1963.  | Партизан Београд (1)   | Младост Загреб     | Јадран Херцег Нови    |
| 1964.  | Младост Загреб (4)     | Партизан Београд   |                       |
| 1965.  | Партизан Београд (2)   | Младост Загреб     | Црвена звезда Београд |
| 1966.  | Медвешчак Загреб (1)   | Младост Загреб     |                       |
| 1967.  | Јадран Сплит (1)       | Медвешчак Загреб   |                       |
| 1968.  | Партизан Београд (3)   | Морнар Сплит       |                       |
| 1969.  | Партизан Београд (4)   | Младост Загреб     | Јадран Сплит          |
| 1970.  | Младост Загреб (5)     | Партизан Београд   | Јадран Сплит          |
| 1971.  | Партизан Београд (5)   | Младост Загреб     | Јадран Сплит          |
| 1972.  | Партизан Београд (6)   | Младост Загреб     | Југ Дубровник         |

### Успешност клубова
| Клуб               | Првак | Други | Година првак                        | Година други                        |
| ------------------ | ----- | ----- | ----------------------------------- | ----------------------------------- |
| Партизан           | 6     | 3     | 1963, 1965, 1968, 1969, 1971, 1972. | 1961, 1964, 1970.                   |
| Младост Загреб     | 5     | 6     | 1960, 1961, 1962, 1964, 1970.       | 1963, 1965, 1966, 1969, 1971, 1972. |
| Јадран Сплит       | 1     | 1     | 1967.                               | 1959.                               |
| Јадран Херцег Нови | 1     | 1     | 1959.                               | 1960.                               |
| Медвешчак Загреб   | 1     | 1     | 1966.                               | 1967.                               |
| Морнар Сплит       | -     | 2     | -                                   | 1962, 1968.                         |